# الوكالة الوطنية لإنعاش التشغيل والكفاءات (المغرب)
الوكالة الوطنية لإنعاش التشغيل والكفاءات (وتسمى إختصاراً باسم أنابيك) هي مؤسسة عمومية في المغرب، وتخضع لوصاية الدولة طبقا للنصوص الجاري بها العمل، كما تخضع الوكالة كذلك لمراقبة الدولة المالية المطبقة على المؤسسات العمومية بموجب النصوص التنظيمية الجاري بها العمل. تهدف المؤسسة إلى تشجيع الشركات على توظيف الباحثين عن عمل من خلال عقود التكامل مع شروط الحد الأدنى للأجور والتزام التدريب. وتتوفر الوكالة على فروع لها في مختف المدن المغربية.

## المهام
- القيام بالبحت عن عروض العمل لدى المشغلين وجمعها وربط الصلة بين العرض والطلب في مجال العمل
- استقبال طالبي العمل وإرشادهم وتوجيههم
- إرشاد وتوجيه المقاولين الشباب في تحقيق مشاريعهم الاقتصادية
- مساعدة وإرشاد المشغلين في تشخيص حاجاتهم من  الكفاءات
- إعداد برامج التكييف المهني والتكوين لأجل الإدماج في الحياة النشيطة باتصال مع المشغلين ومؤسسات التكوين
- إبرام اتفاقيات مع الجمعيات المهنية من أجل تنمية التشغيل الذاتي وتشجيع مبادرات الشباب
- القيام بكل مهمة تكون لها علاقة باختصاصاتها تسندها إليها الدولة أو الجماعات المحلية أو المؤسسات العامة في إطار اتفاقيات
- تمكين سلطة الوصايا بصفة دورية من الحصول على  المعلومات المتعلقة بسير سوق التشغيل والكفاءات
- إعداد الدلائل الوصفية للأعمال والحرف وتحيينها
- دراسة عروض التشغيل الصادرة عن البلدان الأجنبية واستكشاف جميع فرص توظيف المواطنين الراغبين في الهجرة إلى  الخارج